# اوبسکویه
اوبسکویه (به لاتین: Obskoye) یک منطقهٔ مسکونی در روسیه است که در سرزمین آلتای واقع شده‌است.